# Кубок сезону 1989
Сьомий розіграш кубка сезону відбувся на Центральному стадіоні у Сочі 1 березня 1989 року. У грі брали участь чемпіон країни — дніпропетровський «Дніпро» і володар кубка СРСР — харківський «Металіст».

## Претенденти
- «Дніпро» (Дніпропетровськ) — дворазовий чемпіон СРСР (1983, 1988).
- «Металіст» (Харків) — володар кубка СРСР (1988).

## Деталі матчу
| 1 березня 1989 |

| «Дніпро»                            | 3 – 1 | «Металіст» |
| ----------------------------------- | ----- | ---------- |
| Шахов 64' (пен.) Сон 97' Лютий 103' |       | Аджоєв 62' |

| Центральний (Сочі) Глядачів: 1 500 Арбітр: Кирилов (Москва) |

| ДНІПРО             |                     |     |
|                    |                     |     |
| ВР                 | Валерій Городов     |     |
| ЗХ                 | Володимир Геращенко |     |
| ЗХ                 | Андрій Сидельников  |     |
| ЗХ                 | Сергій Пучков       |     |
| ЗХ                 | Олександр Сорокалет |     |
| ПЗ                 | Микола Кудрицький   | 57' |
| ПЗ                 | Володимир Багмут    |     |
| ПЗ                 | Євген Яровенко      |     |
| ПЗ                 | Антон Шох           | 36' |
| НП                 | Володимир Лютий     |     |
| НП                 | Євген Шахов         |     |
| Заміни:            |                     |     |
| ЗХ                 | Олександр Червоний  | 36' |
| НП                 | Едуард Сон          | 57' |
| Тренер:            |                     |     |
| Євген Кучеревський |                     |     |

| МЕТАЛІСТ        |                    |     |
|                 |                    |     |
| ВР              | Ігор Кутепов       |     |
| ЗХ              | Руслан Колоколов   |     |
| ЗХ              | Микола Романчук    |     |
| ЗХ              | Віктор Сусло       |     |
| ЗХ              | Борис Деркач       |     |
| ЗХ              | Віктор Яловський   |     |
| ПЗ              | Олександр Баранов  | ?'  |
| ПЗ              | Сергій Ралюченко   | 74' |
| ПЗ              | Олег Назаренко     |     |
| НП              | Олександр Меншиков | 59' |
| НП              | Олександр Єсипов   | 59' |
| Заміни:         |                    |     |
| НП              | Юрій Тарасов       | 59' |
| НП              | Гурам Аджоєв       | 59' |
| ПЗ              | Олександр Іванов   | 74' |
| Тренер:         |                    |     |
| Леонід Ткаченко |                    |     |